# Saint-Adolphe (Manitoba)
Pour les articles homonymes, voir Saint-Adolphe et saint Adolphe.
 (septembre 2017).
Si vous disposez d'ouvrages ou d'articles de référence ou si vous connaissez des sites web de qualité traitant du thème abordé ici, merci de compléter l'article en donnant les références utiles à sa vérifiabilité et en les liant à la section « Notes et références ».
Saint-Adolphe, ou St. Adolphe, est une communauté dans la municipalité rurale de Ritchot, au Manitoba, au Canada. Elle est située sur le côté Est de la rivière Rouge. Elle se trouve à environ 7 kilomètres au sud de Winnipeg. Elle doit son nom à saint Adolphe de Cambrai.

## Histoire
La région était occupée par des métis indiens-blancs dans les années 1850 et plus tard par des agriculteurs qui ont déménagé du Québec et de l'Est du Canada dans la seconde moitié du XIXe siècle. En 1906, un groupe de religieuses françaises de la congrégation des Filles de la Croix a ouvert un couvent et une école catholique à St. Adolphe. Le couvent a été le lieu d'un miracle signalé en 1922, alors qu'une des Sœurs, atteintes de tuberculose et à proximité de la mort, se remit miraculeusement après plusieurs jours de prière. En 1967, les Sœurs ont transformé l'école en une maison de soins infirmiers et l'ont vendue plus tard en 1972, faute de vocations. L'immeuble a servi de maison de soins personnels jusqu'en 2013, date à laquelle celle-ci a été remplacée par une nouvelle installation à la fine pointe de la technologie dans la ville voisine de Niverville. L'ancien couvent a été démoli en juin 2017,,.

## Démographie
| 2011  | 2016  |
| ----- | ----- |
| 1 117 | 1 362 |

## Services
St. Adolphe est desservi par une agence de poste, une école élémentaire et intermédiaire, une arène de hockey intérieure, un centre communautaire, de nombreuses entreprises locales et le M.R. des bureaux administratifs de la municipalité. Bien qu'elle demeure une communauté principalement francophone, le nombre de résidents non-francophones a rapidement augmenté ces dernières années, car St. Adolphe est devenue une communauté résidentielle de banlieue pour la ville de Winnipeg.

## Transports
L'accès routier à St. Adolphe est fourni par les routes provinciales 200 et 210. Le pont Pierre Delorme, le seul passage local sur la rivière Rouge, relie la ville à l'autoroute 75 à deux kilomètres à l'ouest. Le pont a remplacé un ferry saisonnier dans les années 1980. C'était le dernier traversier sur la rivière Rouge au Manitoba. Comme St. Adolphe réside dans une première zone d'inondation, la communauté est protégée par une digue en anneau.

## Administration
D'un point de vue administratif, St. Adolphe est située dans les circonscriptions de Provencher (fédéral) et Dawson Trail (provincial).